# 베를린-함부르크선
베를린-함부르크선(독일어: Bahnstrecke Berlin–Hamburg)은 독일 베를린, 브란덴부르크주, 메클렌부르크포어포메른주, 슐레스비히홀슈타인주, 함부르크를 지나는 간선 철도이다. 베를린과 비텐베르게, 루트비히스루스트, 뷔헨을 함부르크와 연결한다. 이 노선은 범유럽 회랑(Trans-European Networks)에 속한다.
독일에서 최초로 고속철도의 기준을 만족하도록 200 km/h 이상으로 증속된 기존선이다. 베를린과 함부르크간 최속달 열차는 2020년 기준 103분에 두 도시를 연결하며, 최대 표정속도는 164 km/h이다.
1844년 5월 6일 베를린-함부르크 철도회사(Berlin-Hamburger Eisenbahn-Gesellschaft)에서 착공했으며 1846년 12월 15일에 개통했다. 개통 당시에는 독일에서 가장 긴 장거리 철도 노선이었다. 베를린의 함부르크역(1884년 10월 이후에는 레어테역)에서 출발하여 슈판다우, 노이슈타트, 비텐베르게, 루트비히스루스트, 뷔헨을 경유하여, 당시 개통되어 있었던 15.6 km 길이의 함부르크-베르게도르프 철도와 연결되어 함부르크 베를린역으로 진입한다.

## 노선
과거 이 노선의 베를린 쪽 종착역이었던 베를린 함부르크역은 베를린 미테구 모아비트에 있었으며, 베를린 우르스트롬탈 지대의 슈판다우 북항에서 남동쪽으로 진행하는 수로와 슈프레강이 만나는 지점 근처에 있었다. 현재에는 베를린 중앙역으로 대체되었다. 이 역에서 북서쪽으로 진행한 다음 베를린 북항과 평행하게 진행하면서 융페른하이데역과 슈판다우역으로 진행한다. 베를린 슈판다우역 서쪽에서 베를린-레어테선과 분기하며, 레어테선은 서쪽, 함부르크선은 북서쪽으로 진행하여 하펠란트 저지대를 관통한다.
노이슈타트 (도세) 일대에서는 프리그니츠 지역을 통과하며 루트비히스루스트까지 간다. 비텐베르게 근처에서는 엘베강 근처로 진행하다가 북쪽으로 방향을 전환하여 카르슈테트 및 메클렌부르크 방면으로 진행한다. 독일에서 현재 사용 중인 철도 과선교 중 가장 오래된 뢰벤코프교(Löwenkopfbrücke)가 이 노선상에 존재한다. 하게노 근처에서는 엘베강 방향으로 서쪽으로 진행하여 보이첸부르크/엘베까지 진행하며, 보이첸부르크 일대에서도 엘베강 북안을 따라가고 강을 건너지는 않는다. 여기에서 다시 북서쪽의 뷔헨 방면으로 진행하며, 과거 양독 국경 및 엘베-뤼베크 운하를 건넌다. 슈바르첸베크 서쪽에서는 작센숲을 통과하며, 빌레강을 여러 번 교차한 다음 함부르크 베르게도르프역을 기점으로 함부르크 시내로 진입한다. 여기에서부터 함부르크 중앙역까지는 함부르크의 도심지를 통과한다.

## 참고 문헌
- Bericht des Comité zur Begründung eines Actien-Vereins für die Eisenbahn-Verbindung zwischen Berlin und Hamburg. Berlin Dezember 1842, Digitalisat
- Martin Baufeld (1995년 5월).  Planungsgesellschaft Bahnbau Deutsche Einheit mbH, 편집. 《Der Lückenschluß. Verkehrsprojekt Deutsche Einheit Nr. 2. Abschnitt Spandau–Falkensee》. Berlin.
- Peter Bley: 150 Jahre Eisenbahn Berlin–Hamburg. alba, Düsseldorf 1996, ISBN 3-87094-229-0
- Wolfgang Feldwisch, Eberhard Jänsch (Schriftleitung) (2005). 《Ausbaustrecke Hamburg–Berlin für 230 km/h》 (PDF). Edition ETR. Hamburg: DVV Media Group/Eurailpress. ISBN 3-7771-0332-2.
- Alfred Gottwaldt: Die Berlin-Hamburger Eisenbahn und ihre Bahnhöfe. In: Brandenburgische Denkmalpflege, Jg. 5, 1996, Heft 1.
- Hermann Hoyer, Dierk Lawrenz, Benno Wiesmüller: Hamburg Hauptbahnhof. EK-Verlag, Freiburg 2006, ISBN 3-88255-721-4
- Wolfgang Klee: Alles nach Plan? Frühe Bahnhofsgebäude der Berlin–Hamburger Eisenbahn. In: Eisenbahn Geschichte 115 (6/2022), S. 46–55.
- Dietrich Kutschik, Burkhard Sprang: Die Berlin-Hamburger Eisenbahn. Transpress-Verlag, Berlin 1996, ISBN 3-344-71040-0
- von der Leyden (Hg.): Berlin und seine Eisenbahnen 1846–1896. Nachdruck der Ausgabe von 1896, 2 Bände. Ästhetik und Kommunikation, Berlin 1985, ISBN 3-88245-106-8. Digitalisat Digitalisat